# Лешница (община в Полша)
Вижте пояснителната страница за други значения на Лешница.
Община Лешница (на полски: Gmina Leśnica) е градско-селска община (гмина) в Южна Полша, Ополско войводство, Стшелецки повят. Административен център на общината е Лешница. Населението на общината през 2004 година е 8867 души.

## Териториални показатели
Общината е с площ 94,63 km², включително: земеделска земя – 75%, горска земя – 14%. Територията на общината е 12,71%, а населението е 10% от стшелецки повят.

## Населени места
Общината има 12 населени места:
- Лешница (на полски: Leśnica)
- Висока (на полски: Wysoka)
- Долна (на полски: Dolna)
- Гора Швентей Анни (на полски: Góra Świętej Anny)
- Залеше Шльонске (на полски: Zalesie Śląskie)
- Кадлубец (на полски: Kadłubiec)
- Красова (на полски: Krasowa)
- Лихиня (на полски: Lichynia)
- Лонки Кожелске (на полски: Łąki Kozielskie)
- Поремба (на полски: Poręba)
- Рашова (на полски: Raszowa)
- Чарночин (на полски: Czarnocin)